# (3681) Boyan
(3681) Boyan (1974 QO2) – planetoida z grupy pasa głównego asteroid okrążająca Słońce w ciągu 3,33 lat w średniej odległości 2,23 au Odkryła ją Ludmiła Czernych 27 sierpnia 1974 roku.